# Partito dei Progressisti
Il Partito dei Progressisti (in greco moderno:  Κόμμα Προοδευτικών, trasl. Komma Proodeutikon) è stato un partito politico greco di orientamento conservatore fondato nel 1954 da Spyridōn Markezinīs, fuoriuscito dal Raggruppamento Ellenico.
Costretto allo scioglimento dopo l'instaurazione della dittatura dei colonnelli, si ricostituì nel 1979 su iniziativa dello stesso Markezinīs che, sul finire del regime, aveva frattanto ricoperto la carica di  Primo ministro.
Il partito si presentò così alle elezioni europee del 1981 ottenendo l'1,96% dei voti e un seggio: fu eletto Apostolos Papageorgiou, che aderì al gruppo dei non iscritti. Alle successive parlamentari del 1981 si attestò all'1,69% dei voti senza conseguire alcuna rappresentanza.
Dopo l'insuccesso subito alle europee del 1984, in cui si fermò allo 0,17%, il partito decretò il proprio scioglimento.

## Risultati
| Elezione          | Voti    | %    | Seggi    |
| ----------------- | ------- | ---- | -------- |
| Parlamentari 1956 | 74.545  | 2,22 | 0 / 300  |
| Parlamentari 1958 | N.D.    | N.D. | 2 / 300  |
| Parlamentari 1961 | N.D.    | N.D. | 14 / 300 |
| Parlamentari 1963 | 173.981 | 3,73 | 2 / 300  |
| Parlamentari 1964 | N.D.    | N.D. | 8 / 300  |
|                   |         |      |          |
| Europee 1981      | 111.245 | 1,96 | 1 / 24   |
| Parlamentari 1981 | 95.799  | 1,69 | 0 / 300  |
| Europee 1984      | 10.136  | 0,17 | 0 / 24   |
| 1. 2. 3.          |         |      |          |